# Марко Перуничић
Марко Перуничић (Београд, 14. септембар 1979) је српски музички продуцент. Музиком се бави од своје 11. године, у почетку као оснивач, аранжер и вокал најмлађе београдске хип хоп групе, Belgrade Posse. Заједно са Дарком Ашиком водио је емисију на Радио Индексу, те организовао музичке догађаје у Београду од 1994 до 1997. Као 16-годишњи дечак сарађивао је са извођачима као што су 187 и Гру као аранжер и вокал. На свој 19. рођендан, са Небојшом Арежином, основао је дискографску кућу Атеље араг. Заједно су компоновали, аранжирали и продуцирали преко 700 песама за водеће српске извођаче, уз бројне радио и ТВ рекламе и џинглове. Продуцирали су неке од највећих концерата и свечаних концерата за клијенте као што су Јелена Карлеуша, Наташа Беквалац и Лепа Брена. У пролеће 2007. отворили су сопствени студио у Београду.